# Anna Dąbrowska
Anna Monika (Ania) Dąbrowska (Chełm, 7 januari 1981) is een Pools zangeres die optreedt onder de naam Ania.
Ze werd in 2002 achtste in de Poolse Idols en bracht in dat jaar met Krzysztof Krawczyk een duet uit. In 2004 kwam haar eerste album uit en nam ze deel aan het Krajowy Festiwal Piosenki Polskiej in Opole. Anno 2013 heeft ze vijf albums uitgebracht.
In 2011 was ze jurylid bij The Voice of Poland.

## Discografie

### Albums
- 2004: Samotność po zmierzchu
- 2006: Kilka historii na ten sam temat
- 2008: W spodniach czy w sukience?
- 2010: Ania Movie
- 2012: Bawię się świetnie

- MusicBrainz: a6fdeddb-af27-409d-87f3-b216dfd575d9
- Système universitaire de documentation: 267300344
- Virtual International Authority File: 250209731